# Rakéta Regénytár
A Rakéta Regénytár (logója alapján a közismert rövidítése: RaRe) az 1978-as ünnepi könyvhéten indult könyvsorozat, mely 1990-ig jelent meg. Olcsó, puhafedeles, kisméretű (többnyire 9,5 cm × 16 cm), de ízléses borítójú kötetekben igényes irodalmat adott ki a Magvető könyvkiadó.
A sorozat egyes kötetei sűrűn követték egymást, hazai és külföldi szépprózai írások jelentek meg ebben a formában. Célja volt olvasókat toborozni a már jegyezhető, igényesebb szépirodalmi alkotások közlésével az irodalomnak általában.
A legtöbb kötet első megjelenésnek számított, de néhány határon túli (erdélyi) szerző esetében korábban külföldön megjelent és nehezen hozzáférhető mű újrakiadása is napvilágot látott.

## Kiadványok

### Magyar szerzők
- András László: Váltóláz / 1983
- Bacsó Péter:
  - A Tanú / 1980
  - A Tanú / 1982
- Baráth Lajos: A szörnyeteg / 1979
- Bárczy János:
  - Őszi éjszakák / 1990
  - Vádindítvány[M 2] / 1982
  - Egy m. kir. százados bizalmas feljegyzései / 1981
  - Az úrlovas / 1987
  - A magyar Mölders / 1984
  - A balek / 1985
- Bárdos Pál: Sose lesz vége ennek a napnak / 1985
- Barota Mihály:  Ház a Mosonyi utcában / 1989
- Bart István: Elemér utca három / 1990
- Beke Kata:
  - Istennek furcsa ízlése van[M 3] / 1978
  - John Bonaventura Pendragon igaz története / 1979
- Benedek András: A torreádor / 1987
- Benedek István Gábor: "Holnapra a világ" / 1990
- Bereczky László: Lovak Koháron / 1986
- Berkesi András: Az ezredes / 1982
- Bisztray Ádám:
  - Nikodémusz[M 4]  / 1979
  - Malomjáték / 1984
  - Márciustól Aranyvasárnapig / 1987
- Bodor Pál: Kék folt / 1981
- Bólya Péter:
  - A veréb századik lépése[M 5] / 1979
  - A védőirat / 1981
- Bor Ambrus: Morion / 1983
- Csák Gyula:
  - A legnagyobb sűrűség közepe / 1979
  - Szeplőtelen Kelemen / 1986
  - Glemba / 1981
- Császár István: Gyilokjáró / 1985
- Csáth Géza, Havas Emil, Munk Artúr: A repülő Vucsidol[M 6]  / 1980
- Csernus Mariann: Eszterlánc[M 7] / 1986
- Csontos Gábor: Az utolsó nyár / 1986
- Csoóri Sándor: Iszapeső / 1981
- Csurka István: Dagonyázás / 1985
- Dalos György: Előtörténetek / 1983
- Dékány Kálmán:
  - Ábránd elsötétítéskor / 1984
  - A tükörszoba vendége / 1986
- Dobai Péter:
  - Lavina / 1980
  - Háromszögtan / 1983
  - Ív / 1988
- Éltető József: Történet egy fehér lóról / 1989
- Ember Mária:
  - Rablás a Ringen[M 8] / 1978
  - Bárszék az éjszakában - Regényke / 1983
- Fábián László: Thanatosz fáklyája[M 9] /1982
- Feleki László: Selgas / 1980
- Fenákel Judit: Magántörténet / 1987
- Fodor Sándor: Bimbi tábornok / 1986
- Galabárdi Zoltán: Sírfelirat / 1986
- Galsai Pongrác: Záróra a Darlingban[M 10] / 1986
- Gulay István: Bajviadal / 1986
- Gyertyán Ervin: Don Quijote a Huszár utcából / 1987
- Györffy László: Kőorgonák / 1980
- Győrfi Lajos: Félignyílt mozaik / 1984
- Gyurkó László:
  - Halálugrás[M 11] / 1978
  - A halál árnyéka / 1981
- Gyurkovics Tibor:
  - Üdv a tolvajnak! : Nevetséges dolgok[M 12]  / 1983
  - Szálka, hal nélkül : Bolondos történetek / 1984
- Hajdu Ferenc: Ablakból a fák / 1985
- Hallama Erzsébet: 
  - Békés környék / 1986
  - A bábu / 1989
- Hankiss Ágnes: Érzékeny búcsú a fejedelemtől : Filmforgatókönyv / 1985
- Hernádi Gyula:
  - Borotvált tabló / 1980
  - Az elnökasszony / 1978
- Illés Endre: Dilaudid[M 13] / 1978
- Jávor Ottó:
  - Körkörös védelem / 1982
  - Lőjetek sort Mayer úrnak / 1987
- Karinthy Ferenc:
  - Alvilági napló[M 14] / 1979
  - X utolsó kalandja / 1982
  - Skizofrénia ; Man overboard[M 15] / 1988
- Kis Ervin: Káin és Ábel / 1978
- Kolozsvári Grandpierre Emil: A burok / 1984
- Konrád György: A látogató / 1988
- Köntös-Szabó Zoltán:
  - El Galante pajzán emlékiratai / 1984
  - Kár volt sírni Jeruzsálemben / 1988
  - A Sárkány éve / 1985
- Kőváry E. Péter: A szik virága / 1986
- Kun Erzsébet: Családmesék / 1986
- Kun István: Joka / 1984
- Kunszabó Ferenc: Hét nap a hegyen / 1980
- Lengyel József:
  - Fegyverhordó Ndolo naplója[M 16]  / 1978
  - Szembesítés / 1988
- Lipp Tamás: Diákregény / 1983
- Lőrincz L. László: Rekviem a kacsalábért / 1982
- Mándy Iván:
  - A trafik[M 17]  / 1979
  - A bútorok[M 18] / 1980
  - A villamos[M 19] / 1981
  - Strandok, uszodák / 1984
  - Magukra maradtak / 1986
- Mátyás B. Ferenc: Yogi : Magam vagyok, ne féljetek tőlem / 1988
- Méhes György: Orsolya / 1983
- Mezei András: Éva és sok-sok Ádám / 1986
- Moldova György:
  - A törvény szolgája és egyéb történetek[M 20]  / 1980
  - A törvény szolgája és egyéb történetek[M 21] / 1982
  - Tökös-mákos rétes[M 22]  / 1982
  - Titkos záradék / 1984
  - A Puskás-ügy[M 23] / 1984
- Móricz Lili: Pasziánsz : Párbeszéd életről és halálról / 1982
- Munkácsi Miklós: Kihívás / 1981
- Nemere István:
  - Vak madár / 1982
  - Halj meg énekelve / 1980
- Odze György: 
  - Magyar regény / 1989
  - Tőled függ / 1980
- Onagy Zoltán: Vénusz születik / 1987
- Ördögh Szilveszter:
  - Lázár békéje / 1985
  - Titkos értelmű rózsa / 1986
- Örkény István: Egy négykezes regény tanulságos története / 1979
- Páskándi Géza: Beavatkozás[M 24] / 1980
- Rákosy Gergely:
  - Latiatuc feleym / 1980
  - Farkasdal a Balatonért / 1984
  - Az óriástök / 1986
- Ráth-Végh István: Az erényöv / 1980
- Remenyik Zsigmond: Különös utazás / 1981
- Rubin Szilárd: Római Egyes / 1985
- Sarkadi Imre: Száz éve Segesvárnál : Egy diáktüzér naplója[M 25] / 1980
- Sarusi Mihály: A kaporszakállú nádvágó / 1985
- Schwajda György: A rátóti legényanya / 1985
- Simó Sándor: Franciska vasárnapjai / 1989
- Simor András: A négylevelű lóhere / 1990
- Somlyó György: Árnyjáték[M 26] / 1984
- Soós László: Trapéz : Az Almieri-trió / 1988
- Sumonyi Zoltán: Panel-halom / 1981
- Szakonyi Károly: Bolond madár / 1989
- Szász Imre: A világ így ér véget / 1986
- Szemes Zsuzsa: Kanca Hotel / 1987
- Szőnyi György Endre: Lengyel történet / 1983
- Tabák András: Karácsonyi ének / 1984
- Tamás Gáspár: Bonyodalom a földszinten / 1990
- Tardi Gábor: A kőműves és az asszony / 1988
- Téri Tamás: Zöldfalu / 1989
- Thurzó Gábor: Egy halott Varsó és Krakkó között / 1979
- Vámos Miklós: Emily néni szakálla ; Hanyatt-homlok : Két kisregény / 1983
- Várkonyi Mihály: Orosz húsvét[M 27] / 1979
- Vészi Endre: Kéz a levegőben[M 28] / 1985
- Zám Tibor: Túl a poklon / 1980

### Külföldi szerzők
- James Aldridge:
  - Még egy utolsó pillantás[M 29] / 1980 (fordította: Nemes László)
  - Amerikai párbaj / 1983 (fordította: Imre Katalin)
- Anar: Kapcsolatok / 1982 (fordította: Vándor Anna)
- Viktor Petrovič Astaf'ev: A szomorú detektív / 1987 (fordította: Szabó Mária)
- Beryl Bainbridge:
  - A varrónő / 1979 (fordította: Gspann Veronika)
  - Egy Adolf Liverpoolban / 1981 (fordította Szilágyi Tibor)
- Saul Bellow: Napjaid gyümölcse / 1980 (fordította: Balabán Péter)
- Vaszilij Ivanovič Belov: Neveljünk Spock doktor szellemében[M 30] / 1982 (fordította: Doboss Gyula, Légrády Viktor, Makai Imre, Osztovits Ágnes)
- Thomas Bernhard: Wittgenstein unokaöccse / 1990 (fordította: Hajós Gabriella)
- Heinrich Böll: A hagyaték / 1984 (fordította: Bor Ambrus)
- Volker Braun: A Hincze-Kuncze - regény[M 31] / 1988 (fordította: Győrffy Miklós)
- Richard Brautigan: Görögdinnye édes levében / 1981 (fordította: Gspann Veronika)
- Günter de Bruyn:
  - A díjátadás / 1979 (fordította: Szaszovszky József)
  - Új Üdvlak / 1987 (fordította: Gergely Erzsébet)
- Inès Cagnati: Mosé avagy A síró gyík / 1984 (fordította: Papp Éva)
- Ferdinando Camon: Oltár anyámnak / 1980 (fordította:Szénási Ferenc)
- Albert Camus: Boldog halál / 1984 (fordította: Örvös Lajos)
- Cao Nam: Chi Phéo[M 32] / 1979 (fordította: Ördögh Szilveszter)
- Alejo Carpentier: A hárfa és az árnyék / 1982 (fordította: Tóth Éva)
- Julio Cortázar: Fantomas a vámpírok ellen / 1978 (fordította: Dobos Éva)
- Philippe Curval: Ó, de szép ez a New York! / 1986 (fordította: Xantus Judit)
- Christopher Diable: Abraham Coles taxisofőr leghosszabb útja / 1979 (fordította: Hársing Lajos)
- Walter Matthias Diggelmann: Én és a falu[M 33] / 1978 (fordította: Rozsnyai Ervin)
- Alfred Döblin: A két arzénes barátnő / 1981 (fordította: Gergely Erzsébet)
- José Donoso: Határtalan vidék / 1986 (fordította: Székács Vera)
- Ingeborg Drewitz: Jég az Elbán / 1988 (fordította: Gergely Erzsébet)
- Alice Thomas Ellis: Az ég madarai / 1983 (fordította: Gera Judit)
- Gisela Elsner: Pontozásos győzelem / 1982 (fordította: Gergely Erzsébet)
- Nikolaj Semënovič Evdokimov:
  - Kálvária tér /1980 (fordította: Balkó Ágnes)
  - Várakozás /1981 (fordította: Szabó Mária)
- Giuseppe Fava: Szicília messze van / 1984 (fordította: Székely Éva)
- Jürg Federspiel: Mary, a halál angyala / 1986 (fordította: Kincses Edit)
- Pasquale Festa Campanile: A lator / 1984 (fordította: Huszágh Nándor)
- Penelope Fitzgerald: 
  - Emberi hangok / 1983 (fordította: Kada Júlia)
  - Freddie iskolája / 1987 (fordította: Kada Júlia)
- John Fowles: Mantissza / 1985 (fordította: Gera judit)
- Gerd Fuchs: Élethossziglan / 1981 [fordította Révai Gábor)
- Athol Fugard: A halál mosolya :Tsotsi / 1989 (fordította: Somló Ágnes)
- Gabriel García Márquez: Egy előre bejelentett gyilkosság krónikája / 1982 (fordította: Székács Vera)
- Marnix Gijsen: A babiloni Jóákím könyve, mely életének és nevezetes feleségének, Zsuzsannának hiteles történetét beszéli el... / 1986 (fordította: Gera Judit)
- Natalia Ginzburg: Kedves Michele / 1980 (fordította: Telegdi Polgár István)
- Nadine Gordimer:
  - Kései polgárvilág / 1978 (fordította: Kada Júlia)
  - July népe / 1984 (fordította: Kaposi Tamás)
- Graham Greene: A tizedik / 1987 (fordította: Falvay Mihály)
- Max von der Grün: Kései szerelem / 1985 (fordította: Gergely Erzsébet)
- Paul Guimard: Az élet dolgai / 1978 (fordította: Dániel Anna)
- Joaquin Gutiérrez: Emlékszel, barátom? / 1986 (fordította: Dobos Éva)
- Hella S. Haasse: Urug / 1987  (fordította: Gera Judit)
- Peter Handke: Vágy nélkül, boldogtalan[M 34] / 1979 (fordította: Bor Ambrus)
  - Gyerektörténet / 1984 (fordította: Kopácsy Lívia)
- Christoph Hein: Az idegen barát / 1986 (fordította: Jelinek Mária)
- Ödön von Horváth: Hogy lettem én néger / 1984 (fordította: Kerényi Grácia)
- Peter Härtling: Panaszos utóhang / 1982 (fordította: Bor Ambrus)
- Jorge Ibargüengoitia: Augusztusi villámok / 1980 (fordította: Dobos Éva)
- Maksud Ibragimbekov: A csodaszer / 1985 (fordította: Osztovits Ágnes)
- Antonije Isaković: A pillanat / 1986 (fordította: Vujicsics Marietta)
- Jennifer Johnston: Messzire még Babilon? / 1981 [fordította Gspann Veronika)
- Mervyn Jones: John és Mary / 1978 (fordította: Prekop Gabriella)
- Ryszard Kapuściński: A császár / 1981 (fordította: Nemere István)
- Veniamin Aleksandrovič Kaverin: Verlioka[M 35] / 1985  (fordította: Gasparics Gyula)
- Paul Kersten: Apám hétköznapi halála / 1981 (fordította: Bor Ambrus)
- Nadežda Koževnikova: Szép Heléna / 1984 (fordította: Nikodémusz Elli)
- Agota Kristof: A nagy füzet / 1989 (fordította: Bognár József)
- Alex La Guma: Nyár végi ködben / 1979 (fordította: Zentai Éva)
- Siegfried Lenz: A veszteség / 1983 (fordította: Bor Ambrus)
- Vladimir Ličutin: Tájkép, napáldozattal / 1981 (fordította: Király Zsuzsa)
- Vladimir Semenovič Makanin: Elnémult tűzoltók / 1986 (fordította: Hegyi Imre)
- Salvador Maldonado: A cuencai gyilkosság / 1983 (fordította: Szőnyi Ferenc)
- André Malraux: Lázár : A kötél és az egerek VI. fejezet[M 36] / 1979 (fordította: Ádám Péter)
- Ian McEwan: Idegenben / 1984 (fordította: Mesterházi Márton)
- Christoph Meckel: Fény / 1987 (fordította: Kalász Márton)
- Arthur Miller: Kallódó emberek / 1980 (fordította: Falvay Mihály)
- Marga Minco: Keserű fű[M 37] / 1979 (fordította: Gera Judit)
- Aleksandr Mitta: Ragyogj, ragyogj csillagom / 1982 (fordította: Rab Zsuzsa)
- Karl Otto Mühl: Miben tévedett Trumpener? / 1983 (fordította: Szaszovszky József)
- Timo K. Mukka: Bűnről dalol a Föld / 1981 [fordította Jávorszky Béla)
- Ngo Tat To: Amint a lámpa ellobban[M 38] / 1984 (fordította: Ördögh Szilveszter)
- Hans Erich Nossack: A pusztulás[M 39] /1980 (fordította: Szaszovszky József)
- Arto Paasilinna: A nyúl éve / 1983 (fordította: Pap Éva)
- Jukka Pakkanen: Végzet Hotel /1987 (fordította: Pap Éva)
- Vera Fëdorovna Panova: Hány óra van? : Téléji álom / 1984 (fordította: Nikodémusz Elli)
- Cesare Pavese: Barátnők / 1980 (fordította: Király Erzsébet)
- René-Victor Pilhes: A fenevad / 1979  (fordította: Szávai János)
- Suzanne Prou: A sürgöny / 1980 (fordította: Szávai Nándor)
- Timur Pulatov: A bazár törzsvendége / 1982 (fordította: Makai Imre)
- Valentin Grigor'evič Rasputin:
  - Pénzt Marijának / 1979 (fordította: B. Fazekas László)
  - Tűz van! / 1986  (fordította: Harsányi Éva)
- João Ubaldo Ribeiro: Getúlio őrmester / 1987 (fordította: Székely Ervin)
- Jean-Marc Roberts: Vincent barátja / 1984 (fordította: Timár Judit)
- Joseph Roth: A hamis súly / 1979 (fordította: Szaszovszky József)
- Eduard Rusakov: Színházi látcső / 1986 (fordította: Balkó Ágnes)
- Uwe Saeger: Hóra várva / 1985 (fordította: Jelinek Mária)
- Françoise Sagan: Örök emlékül / 1986 (fordította: Papp Éva)
- Kazys Saja: Az örökös / 1987 (fordította: Bojtár Endre)
- Michael Scharang: Traktor Charly / 1978 (fordította: Kurucz Gyula)
- Max WalterSchulz:
  - A katona és az asszony / 1982 (fordította: Soltész Gáspár)
  - A pilótalány legendája / 1984 (fordította: Gergely Erzsébet)
- Leonardo Sciascia:
  - A késelők / 1979 (fordította: Pődör László)
  - Kiváló holttestek / 1978 (fordította: Zsámboki Zoltán)
  - Az ember, aki nem emlékezett semmire / 1983 (fordította: Zsámboki Zoltán)
- Konstantin Mihajlovič Simonov: Polinyin ezredes szerelme / 1978 (fordította: Fehér János)
- Jerzy S. Sito: LSD / 1978 (fordította: Gimes Romána)
- Mihail Aleksandrovič Šolohov: Azúrkék puszta[M 40] / 1981 (fordította: Bratka László, Makai Imre, Soproni András)
- Osvaldo Soriano: Nem lesz többé gyötrelem, sem feledés / 1983 (fordította: Huszágh Nándor)
- Muriel Spark: Célszerű lődörgés / 1985 (fordította: Borbás Mária)
- Antonio Tabucchi: Itália tér / 1980 (fordította: Zsámboki Zoltán)
- Uwe Timm:
  - Olyan sötét volt minden / 1982 (fordította: Gergely Erzsébet)
  - A velocipédes ember / 1988 (fordította: Gergely Erzsébet)
- Jurij Valentyinovics Trifonov:
  - A másik élet / 1978 (fordította: Szabó Mária)
  - Tótágast álló ház / 1983 (fordította: Szabó Mária)
- Jurij Ubogij: Fehér felhő[M 41] / 1981 (fordította: Balkó Ágnes)
- Jos Vandeloo: A veszély[M 42] / 1980 (fordította: Szondi Béla)
- Irina Aleksandrovna Velembovskaâ: Egy édes asszony / 1978 (fordította: Király Zsuzsa)
- Marcello Venturi: A senki földje / 1983 (fordította: Telegdi Polgár István)
- Richard Wagner: Kivándorlási kérelem / 1989 (fordította: Fodor Zsuzsa)
- Andrzej Wajda: A márványember : Andrzej Wajda filmjének irodalmi forgatókönyve / 1987 (fordította: Varsányi Mária)
- Martin Walser: Menekülő ló / 1979 (fordította: Bor Ambrus)
- Thornton Wilder: Kabala / 1980 (fordította: Szőllősy Klára)
- Verena Wyss: Keskeny ösvényen / 1985 (fordította: Kálmán Márta)